# Paulogramma mattogrossensis
Paulogramma mattogrossensis är en fjärilsart som beskrevs av Talbot 1928. Paulogramma mattogrossensis ingår i släktet Paulogramma och familjen praktfjärilar. Inga underarter finns listade i Catalogue of Life.